# 北出明
北出 明（きたで あきら、1944年〈昭和19年〉– ）は、日本の著述家、フリーライター。第2次世界大戦中、ナチスによる迫害から逃れたユダヤ人難民の安全な亡命に尽力した日本人について研究し、本に著している。元国際観光振興会(JNTO)職員。東京都在住。

## 概要
1966年(昭和41年)頃、国際観光振興会（日本政府観光局こと、現在の国際観光振興機構、JNTO）で勤務していた北出は、日本交通公社から出向中だった大迫辰雄と出会う。それから20年後、『日本交通公社七十年史』を読んでいる時に、偶然JTBのユダヤ人輸送についての記述を見つけた。これをきっかけに、北出が海外勤務を終えた1998年に大迫を取材。そこで見たアルバムに、大迫がジャパン・ツーリスト・ビューロー（現
：日本交通公社、JTB）時代に助けたユダヤ人難民の写真があったことで、北出はユダヤ人を助けた日本人について関心を寄せるようになる。
その後、『日本交通公社七十年史』や大迫のアルバム、そして取材で出会ったユダヤ人難民や子孫の持つアルバムや証言を基に、ユダヤ人難民のナチス占領地脱出や亡命を助けた外交官杉原千畝や根井三郎、大迫辰雄などの日本人について『命のビザ、遥かなる旅路―杉原千畝を陰で支えた日本人たち』(2012年、交通新聞社)、『続 命のビザ、遥かなる旅路―杉原千畝を陰で支えた日本人たち』（2020年、交通新聞社）を書いた。
2020年、北出はそれまでアメリカ合衆国在住のユダヤ人の子孫宅に眠り、未発見だった外交官、根井三郎が第2次大戦中にユダヤ人に発給したビザ（通過査証）の存在を確認した。

## 著書
- 『命のビザ、遥かなる旅路-杉原千畝を陰で支えた日本人たち』（2012年6月15日、交通新聞社）ISBN 978-4330291123
- 『続 命のビザ、遥かなる旅路-7枚の写真とユダヤ人救出の外交官たち-』（2020年12月17日、パレード）ISBN 978-4434282744